# Knox (Dakota Północna)
Knox – miejscowość w Stanach Zjednoczonych, w stanie Dakota Północna, w hrabstwie Benson. Knox założone zostało w 1883 roku.